# Freccia

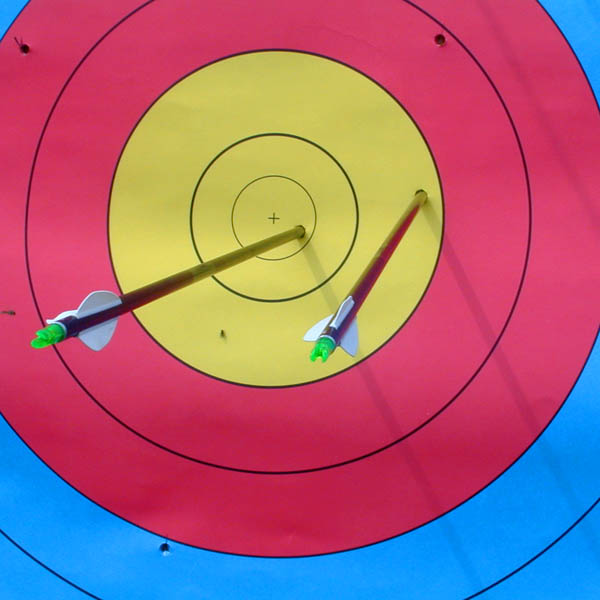
Frecce moderne

La freccia è un proiettile destinato al lancio per mezzo di un arco o di una balestra.

## Storia

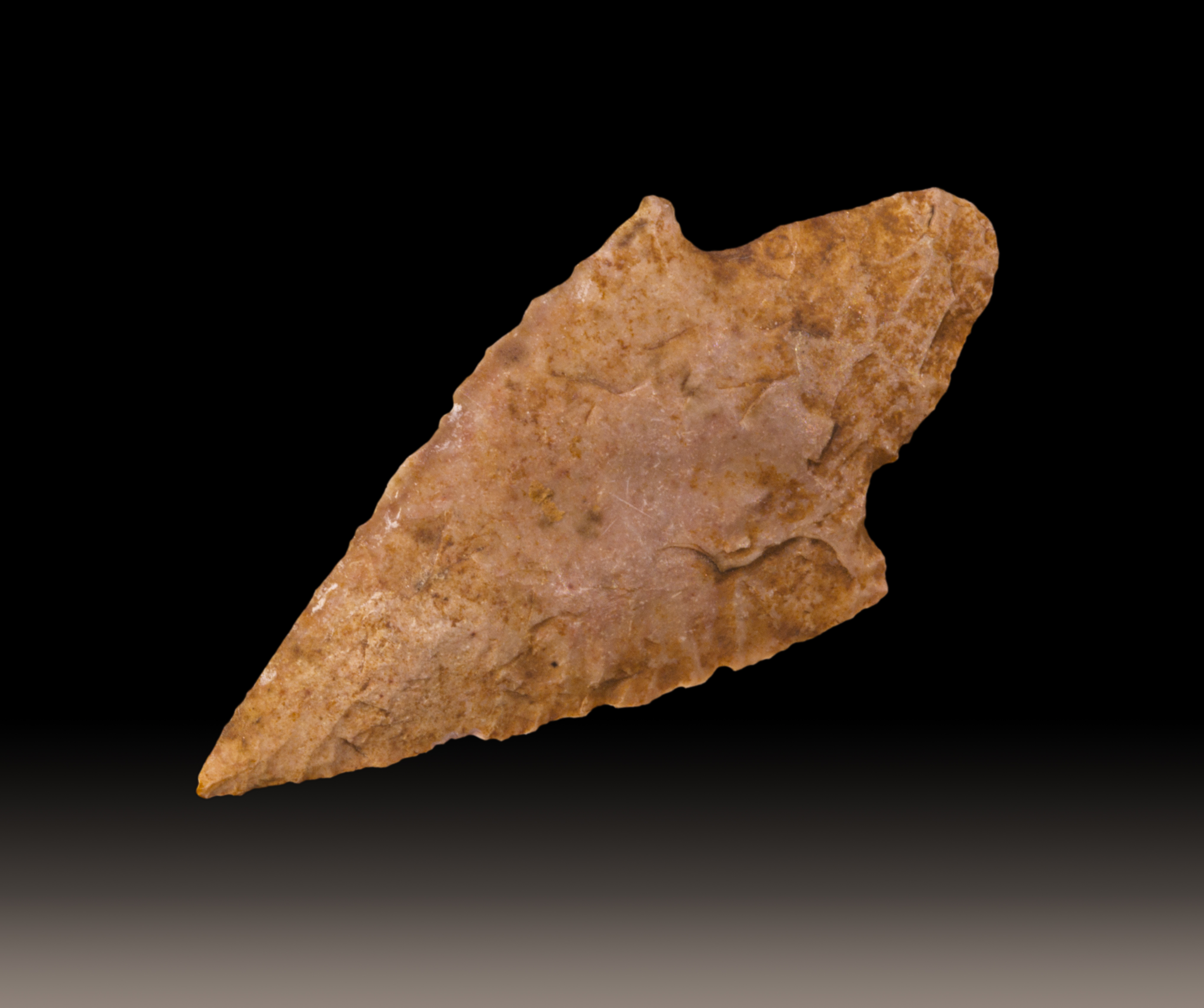
Punta di freccia neolitica

La freccia è un proiettile di origine antichissima, il cui uso risale all'epoca preistorica. Sono state rinvenute punte di freccia databili al Neolitico realizzate in selce, ossidiana e quarzo, nelle forme delle quali è possibile distinguere due principali filoni evolutivi: quello amigdaloide, che dà origine alla forma triangolare, e quello romboidale, nel quale la parte inferiore si sviluppa in una sorta di peduncolo inserito nell'asta. Le due facce della punta presentano spesso una costolatura che la rende più massiccia.
Tali materiali in epoche successive lasciano il posto al bronzo e quindi al ferro. Nella Grecia antica, in età omerica si imitano le forme precedenti, con frecce in bronzo triangolari e uncinate alla base, con margini taglienti e punta affilata. La presenza dell'impennaggio posteriore è intuibile dal termine con cui l'arma viene designata in Omero: πτερόεις. Le punte in ferro di epoca successiva (VI secolo a.C.) ripetono la stessa struttura.
L'uso in Italia è testimoniato presso tutte le popolazioni antiche, sia da ritrovamenti diretti che da raffigurazioni artistiche. Il termine sagitta, ripreso dai romani, sembra di origine etrusca. Nell'esercito romano l'uso di arco e freccia risale all'epoca di Mario ed è più diffuso nel periodo del tardo Impero, in cui sono in uso frecce lunghe circa 50–60 cm con punta piatta uncinata, conica o piramidale a sezione triangolare.
Nell'alto Medioevo la freccia più comune resta quella a due barbe piuttosto corte, talora smussate, mentre la sostituzione del ferro con l'acciaio temperato dà luogo a una varietà enorme nelle fogge delle cuspidi, a partire dai secoli XIV e XV fino all'invenzione delle armi da fuoco, che segnano una forte riduzione (ma non la completa scomparsa, almeno fino agli inizi del XIX secolo) degli usi bellici della freccia.
La variabilità di tali usi è sempre stata molto grande, sia in termini degli effetti che esse erano destinate a produrre (frecce avvelenate, incendiarie, ecc.) sia per i mezzi di lancio designati (a mano, con l'arco, la balestra, altre macchine belliche e persino da aerei nel corso della prima guerra mondiale).
L'uso principale delle frecce nelle società moderne è legato all'attività sportiva del tiro con l'arco.

## Struttura

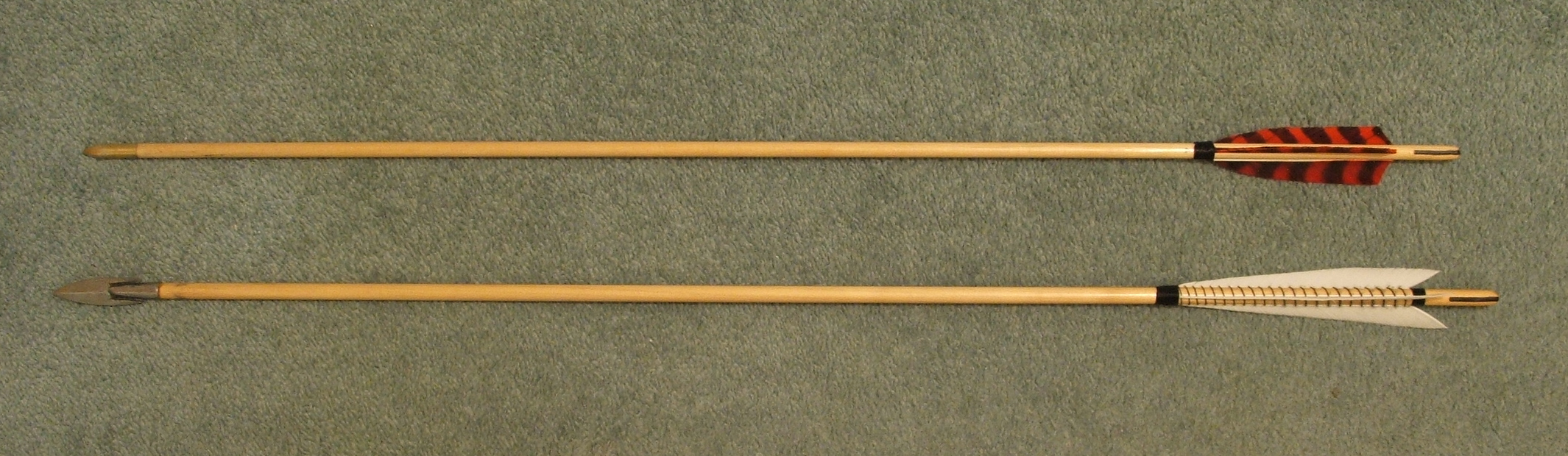
In alto una freccia moderna, in basso la replica di una freccia medioevale.

Una freccia è costituita in generale dalle seguenti parti:
- Una punta o cuspide di materiale e foggia variabile, a profilo aerodinamico
- Una piccola asta o fusto di materiale, profilo e lunghezza variabile
- Una cocca che collega la freccia alla corda
- Un impennaggio che stabilizza il volo della freccia

Nelle moderne frecce ad uso sportivo e venatorio, le aste sono costruite in legno, alluminio, carbonio e anche alluminio/carbonio: le prime si usano per gli archi "storici" ed i longbow, legno, alluminio e carbonio si usano invece per gli archi ricurvi e alluminio, carbonio, carbonio/alluminio per gli archi "compound". In coda è presente una serie di penne (da 2 a 6, secondo l'utilizzo - comunque generalmente 3 posizionate a 120°).
Le grandezze fondamentali delle frecce comprendono:
- lunghezza può variare.
- diametro
- profilo
- spine
- peso

La lunghezza viene scelta in base all'allungo dell'arciere, il diametro ed il profilo variano invece secondo l'uso: per le frecce da caccia si usano aste pesanti e robuste mentre le frecce da tiro sono più leggere e sottili.
Il profilo può essere cilindrico (più comune) o "barilato", cioè più spesso al centro che alle estremità: nel secondo caso la freccia risulta più leggera a parità di rigidità (vedi più oltre, spine).
Lo spine indica la rigidità cioè quanto la freccia si flette quando la corda viene rilasciata: infatti la freccia accelera sul piano longitudinale negli archi tradizionali mentre nei compound sul piano verticale e inizia a flettersi a causa delle alte forze di compressione indotte dalla corda sulla cocca e la massa inerziale della punta, continuando a flettersi durante tutto il volo (questo fenomeno è noto come paradosso dell'arciere). Affinché la freccia abbia un comportamento neutro, cioè non tenda a "volare inclinata" a destra o sinistra, occorre che essa abbia uno spine specifico. Quest'ultimo deve essere proporzionato alla potenza dell'arco ed allungo dell'arciere - si può variare lo spine modificando il peso della punta montata sulla freccia, l'impennaggio serve per stabilizzare il volo della freccia dopo i primi metri.

## Freccia medievale

### Punta
Le punte di freccia si inserivano nell'asta tramite una gorbia conica o peduncolo di ferro, rinforzato con una legatura e poi sigillato con pece. In altri casi si tagliava per la lunghezza l'asta, si inseriva la punta e poi la si fissava con tendini, fili di ferro o più comunemente con una ghiera metallica. Il peso medio era di 14 g.
Le punte di freccia di epoca medievale si possono dividere in tre famiglie: da guerra, da caccia e da bersaglio.
- La punta needle bodkin è lunga, rigida, affusolata e ha una sezione quadrangolare. Era lunga mediamente 7 cm e con una larghezza massima di 1 cm. Lo scopo di questa forma è concentrare la forza impressa dall'arco su una superficie ridotta, permettendo al contempo di ridurre l'energia necessaria (rispetto ad una punta di sezione circolare) al fine di allargare gli anelli della maglia di ferro e penetrare in profondità. Le needle bodkin erano realizzate in ferro non temprato, permettevano di ottenere una lunga gittata, una buona precisione, ridotti costi di produzione; erano pensate per penetrare la maglia di ferro. L'utilizzo della needle bodkin si ridusse a partire dalla seconda metà del XIV secolo quando l'armatura a piastre divenne sempre più diffusa sul campo di battaglia. Il nome deriva dall'Old English bodkin o bodekin nome che si riferiva ad un tipo di pugnale sassone dalla lama simile a questa punta.
- La punta armor piercing bodkin era corta (5–6 cm), rigida, spessa, con forma a diamante e sezione quadrangolare. Era spesso in ferro temprato o rinforzata in acciaio e in quest'ultimo caso era in grado di penetrare armature a piastre di spessore ridotto (< 1,5 mm) o bassa qualità se scoccate da archi ad alto libraggio e a corto raggio. Va tuttavia sottolineato che nemmeno l'armor piercing bodkin in acciaio è in grado di penetrare la maggior parte delle armature a piastre indossate dai cavalieri del XV-XVI secolo, se non, forse, con l'impiego di archi ad elevatissimo libraggio (superiore a 150 libbre). A causa della forma e dell'utilizzo le frecce che portavano questa punta sono difficilmente recuperabili dal momento che si deformano o frantumano dopo l'impatto con un'armatura di metallo oppure si smarriscono data la tendenza a conficcarsi nel terreno.
- La punta barbigliata (barbed) è lunga, larga, sottile, di forma triangolare a due facce, provvista di due bordi taglienti e, come indica il nome, è provvista di barbigli. I bordi taglienti della freccia sono pensati per lacerare la carne causando ferite profonde, larghe e pertanto molto sanguinanti. I barbigli permettono alla freccia di non dislocarsi dal bersaglio e ne rendono difficoltosa l'estrazione con il rischio di allargare ulteriormente la ferita causando emorragie fatali. Questo tipo di punta fornisce una buona precisione ma non ha capacità di penetrazione sufficiente per perforare armature metalliche pertanto è adatta contro unità leggere o per la caccia a quadrupedi di medio-grandi dimensioni. Data la tendenza a rimanere conficcata nelle ferite è facilmente recuperabile.
- La punta a foglia (leaf-shaped) è di dimensioni variabili, tendenzialmente larga e con due bordi taglienti. È una freccia piuttosto precisa, con discreta capacità di penetrazione sebbene piuttosto inefficace contro armature metalliche e adatta sia per la guerra che per la caccia ad animali di medie dimensioni da cui però si disloca più facilmente rispetto alle frecce con punta barbigliata e quindi tende a smarrirsi.
- La punta a coda di rondine (swallow tail) è di grandi dimensioni, lunga e larga attorno ai 5 cm, di forma triangolare con due o quattro bordi estremamente taglienti e due lunghi barbigli da cui prende il nome. Le frecce con questo tipo di punta, a causa dei barbigli accentuati, sono imprecise ed hanno scarsa capacità di penetrazione pertanto, affinché fossero efficaci, il bersaglio deve trovarsi a breve distanza. È una punta pensata per la caccia di animali di grandi dimensioni come cervi o cinghiali dal momento che è in grado di provocare larghe ferite che vengono ulteriormente peggiorate dalla corsa dell'animale portandolo morte per dissanguamento.
- La punta a mezzaluna (crescent-shaped) o la variante a corna di cervo (antler) è corta e di larghezza variabile. La sua forma garantiva una gittata piuttosto ridotta, scarsa precisione e pressoché nulla penetrazione ma al contempo le permetteva di non affondare nel terreno sul quale rimbalzava. Il suo utilizzo è incerto. Secondo Pietro de' Crescenzi, che la chiama sagitta bifurcata, veniva utilizzata per la caccia a grossi volatili e mentre per la letteratura moderna aveva il compito di lacerare il sartiame delle navi.
- La punta a bottone (blunt), di dimensioni molto variabili, pesante, aveva spesso sezione circolare. Permetteva una precisione modesta, determinava un effetto contundente e non si perdeva nel terreno. Era utilizzata per stordire o abbattere uccelli che poi venivano recuperati da cani da caccia o per uccidere mammiferi di dimensioni medio-piccole di cui non si voleva rovinare la pelliccia.
- La punta da allenamento (target) era corta, aveva forma ogivale simile ad un proiettile ed era in grado di penetrare facilmente nel bersaglio senza causare grandi danni collaterali.

Le punte di freccia venivano in certi casi cerate per migliorarne significativamente la capacità di penetrazione.

### Asta
L'asta di una freccia poteva avere una lunghezza estremamente variabile, da 40 a 150 cm, la maggior parte delle frecce nel Medioevo europeo, tuttavia, aveva una lunghezza compresa tra 70 e 85 cm. Il diametro variava da 1 a 1,2 cm. Le tre forme più comuni erano la cilindrica, di diametro regolare per l'intera lunghezza, la conica, che si affusolava verso la punta e la barilata, più spessa al centro e meno alle estremità. La conica determinava minore precisione ma era la più adatta per i tiri a lunga gittata. La barilata permetteva una più rapida stabilizzazione in volo rispetto alla cilindrica garantendo traiettorie più regolari e quindi maggiore precisione; era particolarmente diffusa nell'Impero ottomano e in Cina.
Il legno impiegato nella costruzione l'asta doveva essere leggero e al contempo possedere una rigidezza adeguata (oggi chiamata spine). Una rigidezza troppo elevata tende a far deviare la freccia a sinistra, una troppo ridotta a destra. L'asta è caratterizzata da una rigidezza statica e da una rigidezza dinamica. La rigidezza statica è determinata dalla sua geometria e dal materiale di costruzione e si misura in base alla sua flessione in seguito all'applicazione di un peso. La rigidezza dinamica è la deformazione elastica della freccia durante il volo e dipende da molti fattori tra i quali la rigidezza statica, caratteristiche della freccia (lunghezza, diametro, peso, impennaggio), caratteristiche dell'arco (libraggio e potenza dell'arco, elasticità della corda, distanza arco-corda), l'allungo, il rilascio, la deviazione tra il piano di mira e quello di scorrimento della corda. Un arco a maggiore libraggio e potenza dovrà avere frecce più rigide rispetto ad uno di minor potenza.
Il legno più utilizzato era probabilmente quello di pioppo tanto che nel 1416 Enrico V lo vietò per ogni altro utilizzo. Era adatto anche il legno di frassino, quercia, pino, betulla, viburno, nocciolo e sanguinello; talvolta si utilizzavano persino aste di giunco e in Estremo Oriente il bambù. Il pioppo era apprezzato per la sua leggerezza, malleabilità e rigidezza ed era adatto per frecce da caccia, meno per quelle da guerra. Il frassino è un legno piuttosto duro e pesante, elastico e durevole, era perciò principalmente utilizzato per frecce da guerra. La quercia possiede un legno duro, pesante e rigido adatto per frecce da guerra da abbinare ad archi potenti. Il legno poteva essere ottenuto dal tronco (è il caso di alberi come il pioppo o il pino) o da rami privi di nodi (nocciolo, viburno). La rastrematura dell'asta permetteva di ottenere frecce più leggere.
Per rinforzare la freccia senza aumentarne significativamente il peso e la flessibilità si ricorreva talvolta al fusto composito, ovvero all'utilizzo di un legno malleabile per gran parte dell'asta e di uno duro in prossimità della punta (footed arrow), la parte con la maggiore tendenza a rompersi. In questo modo si poteva recuperare una maggiore quota di frecce.
L'asta veniva infine protetta dalla pioggia e dall'umidità tramite l'applicazione di resine o smalti che dovevano essere compatibili con le colle utilizzate in caso di riparazione.

### Impennatura
L'impennatura era costituita da tre o più raramente quattro mezze penne identiche di una singola ala di uccello, solitamente la destra per i destrimani e la sinistra per i mancini. Le penne erano applicate all'asta con un angolo di 120° tra loro. Aveva il compito di fornire una piccola forza che stabilizzava la freccia in volo riducendo l'imbardata e il beccheggio. La scelta dell'impennatura era dettata dalle dimensioni dell'asta, dall'utilizzo della freccia e dalle caratteristiche della punta. Generalmente la lunghezza delle singole penne era compresa tra 5 e 15 cm. Le frecce da guerra avevano un'impennatura di medie dimensioni con una lunghezza di circa 10 cm e un'altezza di circa 2 cm dal momento che doveva bilanciare punte di dimensioni relativamente ridotte e consentire una lunga gittata che con penne più lunghe e larghe sarebbe stata compromessa dall'attrito con l'aria. Le frecce da caccia, al contrario, erano pensate per tiri a breve gittata e dovevano sostenere punte più pesanti pertanto erano più lunghe e più alte. Le frecce da torneo, infine, possedevano un'impennatura più ridotto di quelle da guerra o ne erano prive per rendere maggiormente visibili gli errori dell'arciere.
Le penne più utilizzate erano quelle d'oca, lunghe circa quattro pollici (10 cm). Gli inglesi solevano utilizzare una penna di gallo per la penna non a contatto con l'arco (chiamata in linguaggio tecnico cock feather) e due penne di gallina. Le penne di fagiano, cigno, aquila o pavone, lunghe circa sei pollici (15 cm), erano molto apprezzate ma costose pertanto non potevano essere utilizzate per la produzione di massa. 
Le penne venivano legate all'asta tramite fili di seta o tendini con 5-7 giri per pollice e fissate con colla animale, cera d'api o catrame di legna. L'impennatura poteva infine essere colorata per distinguere rapidamente i vari tipi di freccia in una faretra o per personalizzazione.
In Inghilterra, nel 1417, ognuno aveva l'obbligo di preservare sei penne per ogni oca uccisa affinché fossero inviate alla Torre di Londra per la produzione di impennatura per frecce. L'anno successivo re Enrico V ordinò che fossero raccolte quasi 1,2 milioni di penne d'oca.

### Cocca
È costituita da una tacca alla base della freccia lunga 3–4 cm. Serve per applicarvi la corda, mantenere la freccia nella posizione corretta (ovvero nel punto di massima velocità della corda) evitando che scivoli di lato durante l'allungo o il rilascio e massimizzarne l'energia potenziale. In sua assenza la flessione dell'asta al rilascio colpirebbe l'arco compromettendo la precisione del tiro. Il piano di flessione è determinato dalla struttura del legno dell'asta e la cocca deve essere perpendicolare a tale piano. Può essere ricavata dal legno dell'asta (self nock) o rinforzata da fibre di tessuto o con un legno più duro di quello dell'asta. Gli inglesi utilizzavano una cocca costituita da una piccola placca di corno di bue o di osso per proteggere l'asta delle frecce da guerra scoccate tramite arco lungo.

## Freccia moderna
- tiro alla targa o 3D
- tiro al volo
- utilizzo venatorio
- pesca con l'arco

Le frecce destinate al tiro sono di solito molto leggere, per privilegiare la velocità e le traiettorie piatte. Si ha una scelta di spine vastissima, per evitare il paradosso dell'arciere. Esse hanno una precisione costruttiva elevata tale da garantire rettilineità e peso costanti; sono delicate perché non trasportano grandi quantità di energia. L'impennaggio è di solito molto contenuto. Le frecce per il tiro al volo sono normalissime frecce che hanno come sola caratteristica l'impennaggio flu-flu che fa da grosso freno aerodinamico e permette di tirare in alto senza che la freccia percorra grandi distanze - chi intende cacciare dovrebbe considerare come tiro utile circa 15-20 metri. Le frecce da caccia sono molto robuste e quando viaggiano portano con loro una notevole quantità di energia. La caratteristica che le distingue dalle altre è sicuramente la punta dotata di lame, detta broadhead. Queste frecce hanno impennaggi vistosi, grandi e molto spesso elicoidali per stabilizzare le turbolenze dovute alla punte. Di solito si usano frecce pesanti per aumentare la penetrazione sul selvatico mentre oggigiorno grazie ad archi superveloci (anche di 350fps IBO), anche frecce leggere portano allo stesso risultato; in caccia con l'arco il tiro va sempre effettuato in distanze mai superiori ai 30 metri, sia per fini etici sia per evitare il cosiddetto jumping the string. Per prede di taglia piccola vengono utilizzate frecce da impatto con testa piatta, detta blunt. Questi ultimi tre tipi di frecce sono utilizzate in gare di tiro istintivo venatorio dette Roving. Le frecce da pesca sono molto pesanti: di solito sono aste di vetroresina, riempite per evitare che rimbalzino sull'acqua. Frontalmente hanno un arpione e dietro all'impennaggio plastico vi è una corda collegata al mulinello che servirà al recupero il quale è fissato al riser dell'arco.